# Histoire de la langue wallonne
Langue véhiculaire du diocèse médiéval de Liège, héritier de la Cité des Tongres, le wallon reste jusqu'au début du XXe siècle la langue parlée par la majorité de la population de la Belgique romane, car le français y est seulement la langue des lettrés et des classes supérieures. Le bilinguisme wallon-français est alors une réalité, que ce soit dans le monde professionnel ou dans le monde politique. Dans la sidérurgie et à la mine, le wallon est souvent la langue utilisée pour la formation des ouvriers et dans de nombreuses communes, les conseils communaux se font souvent dans les deux langues. La littérature wallonne a connu son « âge d'or », à la fin du XIXe siècle.

## Origine

La forêt Charbonnière, entre les royaumes francs (vers 480). Cet obstacle géographique marque la frontière entre le diocèse de Liège et celui de Tournai, entre la langue wallonne et la langue picarde.

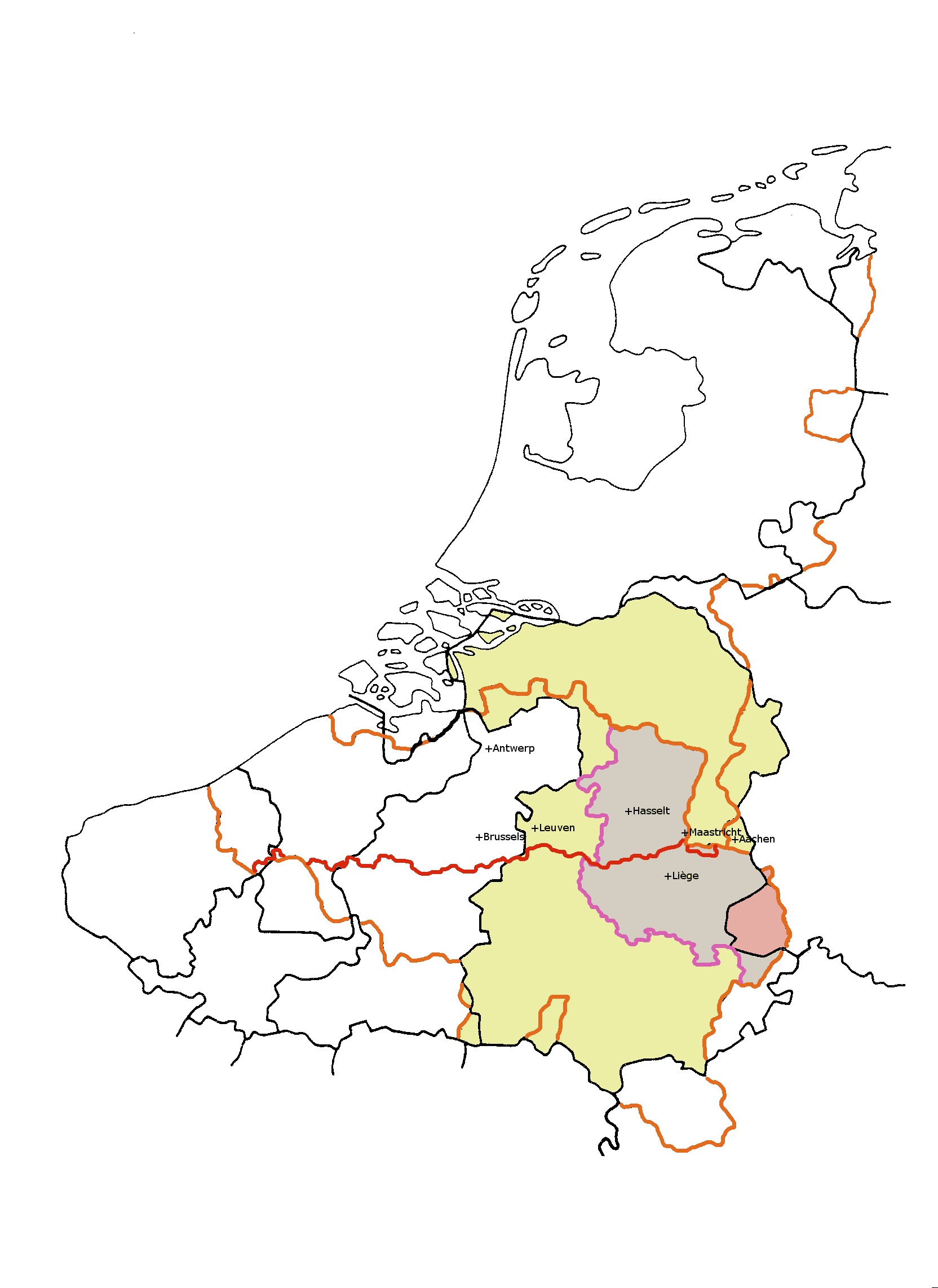
Cette carte représente l'ancien Diocèse de Liège (en jaune) qui a évolué à partir de la Civitas Tungrorum et qui avait probablement les mêmes frontières. La ligne rouge représente la frontière linguistique entre le néerlandais et le français. L'orange représente les frontières nationales. La partie romane du Diocèse de Liège coïncide avec les limites de la région de langue wallonne.

À la suite de la conquête de la Gaule par les Romains, le latin devient progressivement la langue véhiculaire des territoires celtes. Le nord de la Cité des Tongres qui est constitué d'une grande zone marécageuse, connue aujourd'hui sous le nom de Campine, peu fertile et presque vide d'habitants romanisés, sera occupée par les Francs vers la fin de l'Empire romain. Au contraire, le centre qui contient les régions modernes de Hesbaye et le Condroz, est plus fertile et a une plus forte densité de population. La civilisation romaine y résistera mieux aux invasions de la fin de l'Empire, ce qui explique le tracé de la frontière entre les langues germaniques et les langues romanes. Dans la seconde moitié du siècle, les Germains, en tant que peuple fédéré, sont autorisés à s'installer dans les limites de l'empire, en gardant leur roi, leur religion, leurs lois et leurs institutions pour autant qu'ils s'engagent à contribuer à la défense de l'empire. Les Francs vont s'installer comme paysans au-dessus de la chaussée romaine de Cologne à Tongres avec l'aval des Romains. La partie nord de la civitas Tungrorum se dépeuple progressivement et est occupée par les Francs saliens, qui la rebaptisent du nom de Toxandrie. 

Les langues d'oïl selon Marie-Rose Simoni-Aurembou (2003).

Pour Maurice Delbouille, l'ensemble des traits de picard, wallon et champenois de la Séquence de sainte Eulalie suppose l'existence à la fin du IXe siècle d'une scripta poétique romane commune à ces trois domaines linguistiques en formation, ce qui correspond à la vitalité intellectuelle de celles-ci à cette époque. 
Le contexte historique de la formation du wallon est lié à l'extension territoriale depuis 980 du diocèse de Liège, héritier de la Cité des Tongres, au sud et à l'ouest. L'ancien diocèse de Liège, en sa partie wallonne (dans le sens de roman ou de "francophone"), a des limites qui coïncident de manière frappante avec celle du wallon (les archidiocèses de Trèves et de Reims ont laissé leur marque en Belgique avec respectivement le gaumais et champenois, et les diocèses de Cambrai et Tournai avec le picard). L’Atlas linguistique de la Wallonie a bien mis en valeur cette très ancienne trace possible de l’influence des subdivisions de l’Église. La limite ouest de la langue wallonne correspond à l'ancienne forêt charbonnière.

## Individualisation au début duXIIIesiècle
D'un point de vue linguistique, Louis Remacle a démontré le fait qu'un bon nombre de développements que nous considérons comme typique du wallon sont apparus entre le VIIIe et le XIIe siècle. Ce n'est qu'au début du XVIe siècle que la première occurrence du mot "wallon" apparait au sens linguistique actuelle. En 1510 ou 1511, Jean Lemaire de Belges fait le lien entre Rommand à Vualon. Se renseigner sur l'évolution du wallon avant 1600 pose un véritable problème: c'est Le problème de l'ancien wallon, comme l'a appelé Louis Remacle. Non seulement, les rares textes latins « fournissent de-ci de-là un terme roman attestant un changement phonétique, mais les nombreux documents écrits en « langue vulgaire » sont, selon Haust, « écrits en français , et n'est wallon que dans certaines prescriptions et par intermittence».  En se basant les attestations disponibles, Louis Remacle a montré que, « en 800 déjà, une dizaine de divergences traçaient dans le nord de la Gaule les grandes lignes d'une segmentation dialectale » . Le wallon « était nettement et définitivement individualisé dès 1200 ou dès le début du XIIIe siècle ». Au sujet de la datation, il ajoute : « Les faits classés sous la rubrique "Avant 1300" par exemple, sont attestés entre 1250 et 1300, mais il se peut très bien qu'il se soient produits plus tôt. ». Autrement dit, les dates proposées par Remacle pour les diverses évolutions phonétiques, sont des « dates butoirs » qui laissent toute possibilité à une date antérieure, a priori imprécise. Les environs de l'an 1600 apportent comme une confirmation écrite des évolutions des représentations au cours des siècles antérieurs : c'est à cette époque que s'impose définitivement le système graphique français en pays wallon. 
C'est au début du XVIIe siècle qu'on prend conscience de l'écart entre la langue parlée (le wallon) et la langue écrite (le français), ce qui permet l'émergence d'une littérature wallonne : ces textes relèvent de la para-littérature satirique et bouffonne. Le français était et est resté la seule langue pour les textes formels, officiels, etc. Le premier texte daté et conservé en original de la littérature en langue wallonne est le Sonèt lîdjwès â minisse du frère Hubert Ora, ou d’Heure, Mineur de Liège. Publié en 1622, il constitue la conclusion d’un débat théologique écrit, ayant opposé le théologien catholique, Louis du Château, au pasteur protestant, Daniel Hochedé de la Vigne, entre novembre 1618 et mai 1619. En 1699, le Traité de Lille confirme la souveraineté française sur les villes wallonnes de Givet, Revin, Fumay et Hargnies.

## Apogée auXIXesiècle

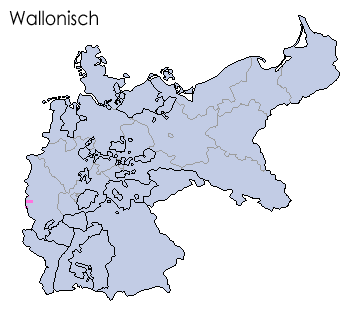
Cette carte illustre la reconnaissance officielle du wallon comme langue minoritaire de l'Empire allemand, avec 11.872 locuteurs selon le recensement du 1er décembre 1900

Malgré une riche littérature commençant au XVIe siècle, l'utilisation du wallon a nettement diminué depuis l'annexion de la Wallonie à la France, en 1795. Cette période a définitivement établi le français comme langue de promotion sociale. Entre 1815 et 1919, le canton de Malmédy majoritairement wallophone est intégré au royaume de Prusse puis à l'empire allemand. Le wallon va constituer une langue minoritaire de l'empire allemand. Avec la guerre franco-prussienne de 1870 et le Kulturkampf qui va bientôt lui succéder, Malmédy va subir une tentative de germanisation forcée, l’enseignement du français étant interdit dans les écoles au profit de celui de l’allemand. Les curés se voyant interdire de prêcher en français, certains contourneront cette interdiction en prêchant en wallon. Au sein des maisons, le wallon restait pour beaucoup la langue utilisée de préférence. Il existe aussi aux États-Unis une petite zone du Wisconsin, autour de Green Bay, où l'on parle le namurois en raison d'une émigration assez importante au XIXe siècle : à partir de 1850, 15 000 personnes, provenant pour la plupart des alentours de Gembloux et de Wavre émigrèrent vers le nord de cet État américain. La première vague d'immigrants partit de Grez-Doiceau pour s'établir dans l'actuelle localité de Robinsonville-Champion (aujourd'hui Green Bay (town), Wisconsin (en)). En 1860, ils étaient plus de 4 500 dont 80 % dans les comtés de Kewaunee, Door et Brown. En 1856, la Société de Langue et de Littérature Wallonnes est fondée à Liège pour promouvoir les productions littéraires en wallon local. Cette Société élargit bientôt son champ d’action à la Wallonie entière. Fonctionnant comme une académie, elle compte quarante membres titulaires des écrivains, des dramaturges, des linguistes. La littérature wallonne a connu son « âge d'or », à la fin du XIXe siècle. Cette période a vu l'efflorescence d’œuvres littéraires, de pièces de théâtre, d’œuvres poétiques, de périodiques. 

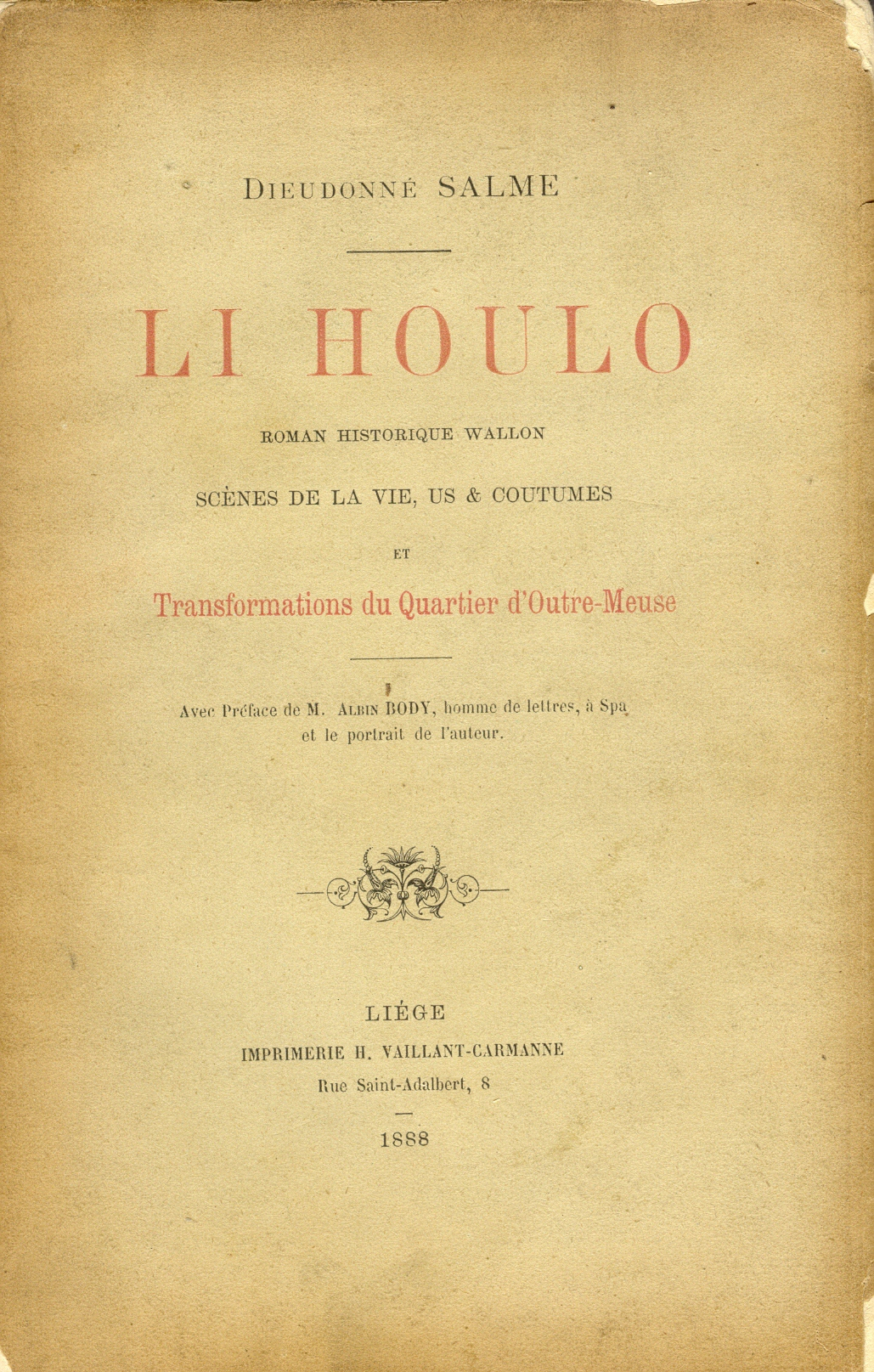
Li Houlo, premier roman écrit en wallon, est publié en 1888.

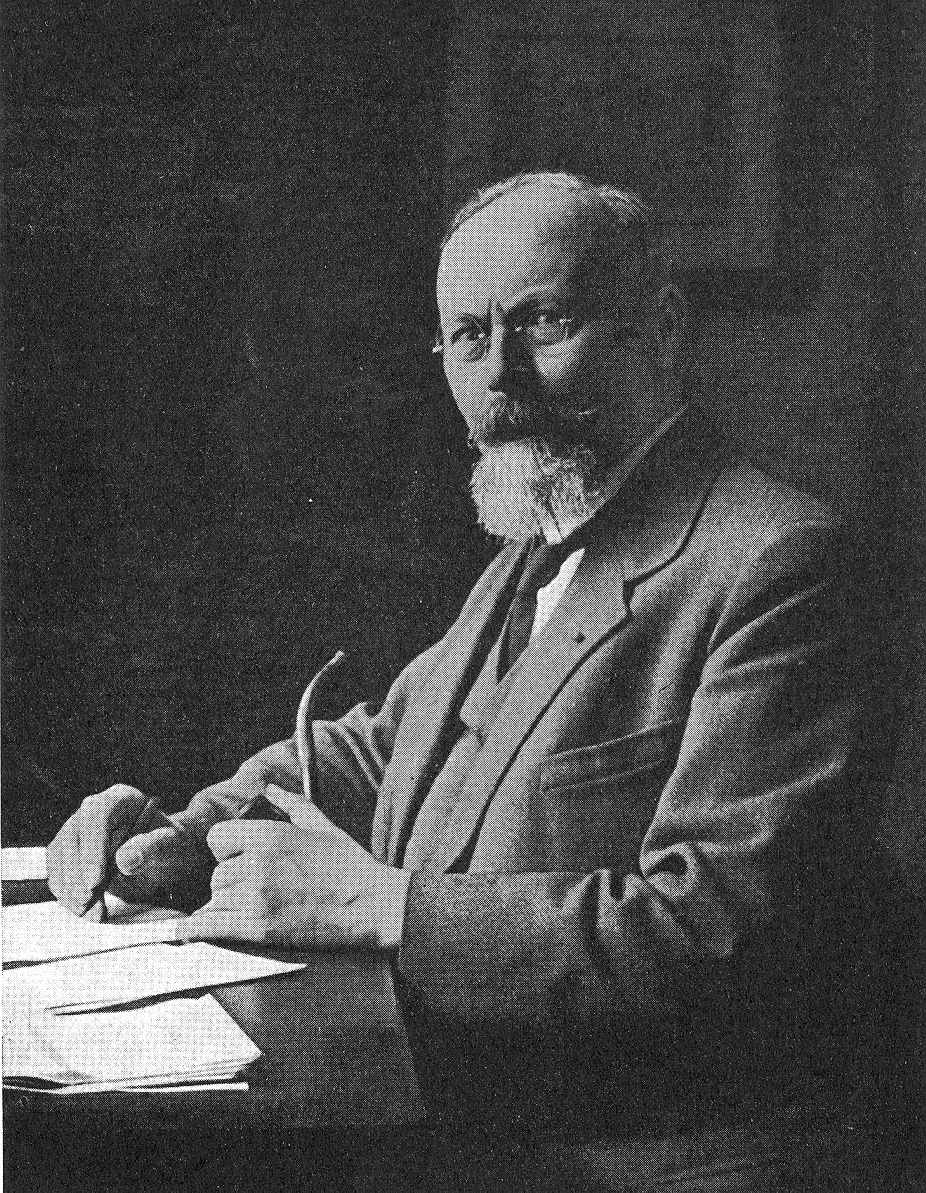
En 1920, Jean Haust crée à l'université de Liège le premier cours d'études philologiques du wallon.

Dans la Wallonie industrielle, et ses entreprises de pointe, c'est le wallon qui est utilisé, car plus apte que le français pour désigner les techniques nouvelles, de sorte que du manœuvre au directeur, dans les mines en particulier, le wallon est la langue de la sécurité, que tous sont obligés de connaître. De même, les marbres et pierres de Wallonie sont liés à l'un des phénomènes - les phénomènes karstiques - qui a le plus marqué le wallon. Les travailleurs flamands en Wallonie adoptent souvent d'abord la langue de leur entreprise, c'est-à-dire le wallon ou un autre parler local. 
Les recensements linguistiques, comme l'a montré Paul Lévy dans l'Encyclopédie du Mouvement wallon ne prennent pas en compte le wallon : « Quant au wallon, il n'en est pas question dans les textes officiels. Il y  a donc une tension entre la situation légale et la pratique effective. »  C'est que le mouvement flamand refuse de voir le flamand mis sur le même pied que le wallon. Toute personne s'exprimant surtout ou seulement en wallon est assimilée à un francophone. La Société de langue et de littérature wallonnes exige pourtant en 1912 et en 1919 que les recensements prennent en compte cette langue. Michel De Coster remarque à ce propos que cela fait partie des difficultés d'identification de la Wallonie qui ne possède pas de langue propre. Avec la loi Coremans-De Vriendt du 18 avril 1898, le rapport politique entre le wallon et le mouvement wallon va changer.

## DuXXesiècleà nos jours

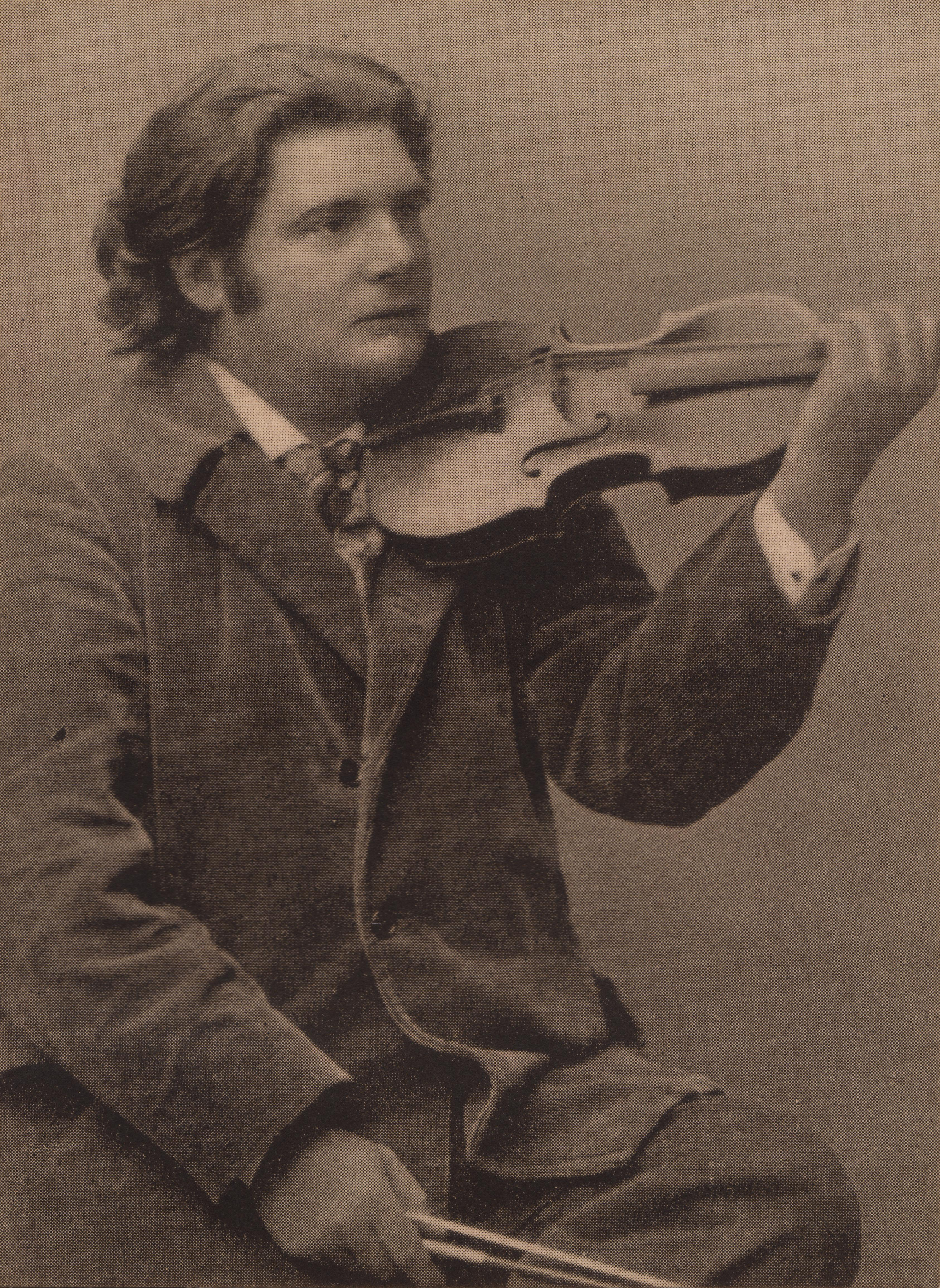
En 1931, le compositeur, Eugène Ysaÿe, réalise en wallon l'opéra, Pire li Houyeu (Pierre le mineur)

Avant la loi d'Égalité, cette expression même d’égalité des langues n'était pas acceptée par les militants wallons qui considéraient le flamand, à l'instar du wallon, comme un idiome. Selon eux, les Flamands devaient abandonner leurs idiomes comme les Wallons l'avaient fait. Avec la reconnaissance du néerlandais, la volonté de défendre le wallon commence à naître au sein du mouvement wallon et c'est ainsi que, par exemple, la Ligue wallonne de Liège commence à publier, dans L’Âme wallonne, de nombreux articles en wallon. Son usage était auparavant resté cantonné aux publications des associations culturelles et folkloriques. La promotion de la langue wallonne ne sera pourtant jamais forte de la part des wallingants, trop attachés à un certain jacobinisme français. Après la Première Guerre mondiale, les écoles publiques vont imposer une éducation en langue française à tous les enfants, ce qui induit un dénigrement du wallon, renforcé par les consignes officielles de 1952 visant à punir son utilisation dans les écoles. Depuis le milieu du XXe siècle, la transmission générationnelle de la langue a diminué. En 1931, le compositeur, Eugène Ysaÿe, réalise en wallon l'opéra, Pire li Houyeu (Pierre le mineur), œuvre qui rend hommage aux conditions de vie des mineurs de la fin du XIXe siècle. Depuis le début des années 1990, un groupe d'écrivains de langue wallonne tente de réévaluer le système de transcription Feller. Ce système a été créé par des dialectologues dans le but de protection d'un patrimoine littéraire patoisant ou l'étude dialectologique plutôt que de promotion d'une langue moderne. Ce groupe vise l'établissement d'une norme écrite commune, dans un but symbolique et politique, pour une langue dont les modalités parlées varient de région en région, mais sont inter-compréhensibles. Cette langue écrite commune et normalisée s'appelle le wallon unifié ou rfondou walon en wallon. Il est bien question ici d'une langue écrite : la particularité du système est que certaines notations sont communes aux diverses variantes locales, mais se prononcent de manière différente selon l'endroit. En 1990, le wallon a été reconnu par la Fédération Wallonie-Bruxelles de Belgique, comme "langue régionale endogène" qui doit être étudiée dans les écoles et dont l'usage doit être encouragé. L'Union Culturelle Wallonne regroupe plus de 200 cercles de théâtre amateur, des groupes d'écrivains, et des représentants d'écoles.